# Надсон, Георгий Адамович
Гео́ргий Адамович На́дсон (23 мая [4 июня] 1867, Киев — 15 апреля 1939, расстрельный полигон «Коммунарка», Московская область) — русский и советский ботаник, микробиолог, генетик, академик Академии наук СССР (1929, член-корреспондент с 1928; исключен в 1938, восстановлен в 1956). Директор Института микробиологии АН СССР (1934—1938), первый. Основатель «Журнала микробиологии» (1914). 

## Биография
Родился 23 мая (4 июня) 1867 года в Киеве, в православной купеческой семье.
Учился сначала во Второй Киевской гимназии, но в 1879 году семья переехала в Санкт-Петербург, где он, окончив в 1885 году Санкт-Петербургскую 5-ю гимназию, поступил в Санкт-Петербургский университет, учился на естественном отделении физико-математического факультета. В 1889 году, получив диплом 1-й степени и золотую медаль за сочинение «Образование крахмала в хлорофиллоносных клетках растений из органических веществ» («Труды Санкт-Петербургского общества естествоиспытателей», 1889), был оставлен при университете для подготовки к получению профессорского звания на кафедре ботаники, которую тогда возглавлял A. C. Фаминцын. В 1891 году был утверждён хранителем ботанического кабинета университета и исполнял обязанности ассистента.
В 1895 году защитил магистерскую диссертацию в Санкт-Петербурге: «О строении протопласта циановых водорослей (Cyanophyceae s. Phycochromaceae)» («Ботанические записки», 1895; отдельно — СПб., 1895) и был приглашён в Императорский ботанический сад младшим консерватором, а в 1899 году занял место библиотекаря сада. В 1895—1900 годах был приват-доцентом кафедры ботаники Санкт-Петербургского университета.
В 1903 году защитил при Варшавском университете диссертацию на степень доктора ботаники: «Микроорганизмы как геологические деятели. I. О сероводородном брожении в Вейсовом соляном озере и об участии микроорганизмов в образовании чёрного ила (лечебной грязи)» (СПб.). Кроме того с 1897 года читал лекции по ботанике в Санкт-Петербургском женском медицинском институте.
В 1911—1912 вместе с А. А. Фишером-фон-Вальдгеймом редактировал «Известия Императорского Санкт-Петербургского ботанического сада». 
В 1918—1937 годах — заведующий ботанико-микробиологической лабораторией Государственного рентгенологического и радиологического института, профессор.
Доказал на низших грибах (1925, совместно с Г. С. Филипповым) возможность искусственного получения мутаций под действием ионизирующего излучения, о чём они доложили на третьем всесоюзном съезде рентгенологов и радиологов в мае 1925 в Ленинграде.
В 1936 году переехал из Ленинграда в Москву, поскольку туда был переведен основанный им Институт микробиологии АН СССР.
29 октября 1937 года арестован. Решением общего собрания 29 апреля 1938 года исключён из Академии наук. Приговорён ВКВС СССР 14 апреля 1939 года к расстрелу по обвинению в участии в контрреволюционной террористической организации. Расстрелян 15 апреля 1939 года, похоронен на «Коммунарке» (Московская область). Реабилитирован 29 октября 1955 года.
Редактор первого в России журнала (1914—1938) по общей микробиологии.
Автор, помимо уже названных, работ «Сверлящие водоросли и их значение в природе» («Ботан. Зап.», 1900); «О культурах Dictyostelium mucoroides Bref. и о чистых культурах амёб вообще» (ib., 1901) и др.
Автор цитологических работ.

## Семья
Жена: Мария Яковлевна, урожд. Лосс. У них было пять дочерей (Елизавета, Ольга, Елена и дрю) и два сына: Леонид (24.05.1898—1917) и Георгий (1906-1959), врач.